# مجلس الأمن الدولي وحرب العراق

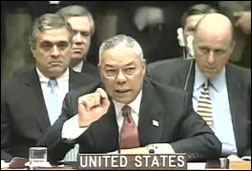
كولين باول يحمل عينة نموذجية من الجمرة الخبيثة اثناء تقديمه عرضا لمجلس الأمن الدولي.

في آذار مارس 2003 أعلنت حكومة الولايات المتحدة أن «الدبلوماسية فشلت» وأنها ستمضي قدما في «تحالف الراغبين» لتخليص العراق في عهد صدام حسين من أسلحة الدمار الشامل التي أصرت الولايات المتحدة والمملكة المتحدة على ادعائها امتلاك العراق لها. بدأ غزو العراق واحتلاله بعد بضعة أيام.
وقبل اتخاذ هذا القرار، كان هناك الكثير من الدبلوماسية والنقاش بين أعضاء مجلس الأمن التابع للأمم المتحدة بشأن كيفية التعامل مع الحالة. تتناول هذه المقالة مواقف هذه الدول أثناء تغيرها خلال الفترة 2002–2003.

## تاريخ
قبل عام 2002، كان مجلس الأمن قد أصدر 16 قرارا بشأن العراق. وفي عام 2002، أصدر مجلس الأمن بالإجماع القرار 1441.
في عام 2003، اقترحت حكومات الولايات المتحدة وبريطانيا وإسبانيا قرارا آخر بشأن العراق، والذي أسموه «القرار الثامن عشر» وأطلق عليه آخرون «القرار الثاني». وقد سحب هذا القرار المقترح بعد ذلك عندما أصبح من الواضح أن العديد من الأعضاء الدائمين في المجلس سيصوتون بـ«لا» على أي قرار جديد، وبالتالي سيستخدمون حق النقض. ولو حدث ذلك، لكان من الأصعب على الراغبين في غزو العراق أن يجادلوا بأن المجلس قد أذن بالغزو اللاحق. وبغض النظر عن الفيتوات المهددة أو المحتملة، يبدو أن الائتلاف لم يحصل في أي وقت من الأوقات على أكثر من أربعة أصوات إيجابية في المجلس - الولايات المتحدة وبريطانيا وإسبانيا وبلغاريا - أقل بكثير من شرط 9 أصوات إيجابية.
في 16 أيلول سبتمبر 2004، قال الأمين العام للأمم المتحدة كوفي أنان، متحدثا عن الغزو، «لقد أشرت إلى أنه لم يكن متوافقا مع ميثاق الأمم المتحدة. ومن وجهة نظرنا، من وجهة نظر الميثاق، كان غير قانوني».

## مواقف أعضاء مجلس الأمن
- الولايات المتحدة: وقد اكدت الولايات المتحدة ان العراق لا يتعاون مع مفتشى الامم المتحدة ولم يفى بالتزاماته تجاه 17 قرارا للامم المتحدة. وقد شعرت الولايات المتحدة بان القرار رقم 1441 يدعو إلى نزع سلاح العراق فورا وكاملا من جانب واحد ومازالت تظهر خيبة املها لانه بعد شهور من إصدار القرار مازال العراق في رأيها لا ينزع سلاحه. ويشير القرار رقم 1441 إلى ان استخدام «كافة السبل الضرورية» مازال مسموحا به ويطبق بموجب القرار رقم 678، ومن ثم يؤكد على انه إذا لم يذعن العراق لحكم «فرصة اخيرة واحدة للاذعان» للقرار رقم 1441، فان العمل العسكرى سيكون هو النتيجة.
- المملكة المتحدة: وفي اطار مجلس الأمن الدولى كانت المملكة المتحدة الداعم الرئيسى للخطة الأمريكية لغزو العراق. وعبر رئيس الوزراء البريطاني توني بلير علنا وبقوة عن دعمه لسياسة الولايات المتحدة في العراق ووصف نفسه بانه يمارس نفوذا معتدلا على بوش. واظهرت استطلاعات الرأى العام البريطانية التي جرت في أواخر كانون الثاني يناير ان التأييد العام للحرب يتدهور. فقد انخفض من 50% إلى 30% بحلول آذار مارس.
- فرنسا: في يوم 20 كانون الثاني يناير من عام 2003، قال وزير الخارجية دومينيك دو فيلبان «اننا نعتقد ان التدخل العسكرى سيكون اسوأ حل ممكن»، بالرغم من ان فرنسا تعتقد ان العراق ربما كان لديه برنامج اسلحة كيماوية ونووية مستمر. ومضى فيلبان يقول انه يعتقد ان وجود مفتشي الاسلحة الدوليين قد جمد برامج الاسلحة العراقية. كما اقترحت فرنسا استخدام حق الفيتو ضد اى قرار يسمح بالتدخل العسكرى الذي تقدمه الولايات المتحدة أو بريطانيا. وكان أهم خطاب فرنسي خلال الأزمة قد ألقاه دي فيلبان في مجلس الأمن في 14 شباط/فبراير 2003، بعد أن قدم هانز بليكس تقريره المفصل. وشرح دو فيلبان بالتفصيل المخاطر الرئيسية الثلاثة المتمثلة في «اللجوء المبكر إلى الخيار العسكري»، ولا سيما «العواقب التي لا يمكن حسابها على استقرار هذه المنطقة الممزقة والهشة». وقال إن «خيار الحرب قد يبدو أمرا مسبقا ليكون الأسرع، ولكن دعونا لا ننسى أنه بعد أن انتصرنا في الحرب، يتعين على المرء أن يبني السلام». واكد ان «التقدم الحقيقي بدأ يظهر» من خلال عمليات التفتيش وانه «نظرا للوضع الحالي لابحاثنا واستخباراتنا بالتنسيق مع حلفائنا» فان العلاقات المزعومة بين القاعدة والنظام في بغداد والتي شرحها كولن باول لم تثبت. واختتم حديثه بالإشارة إلى التجربة الدرامية لـ«أوروبا القديمة» خلال الحرب العالمية الثانية. هذا الخطاب «الحماسي» «ضد الحرب على العراق، أو الحرب الفورية على العراق»، حظي «بتصفيق غير مسبوق». وانتقدت بريطانيا والولايات المتحدة فرنسا بشدة لهذا الموقف في آذار مارس من عام 2003.
- روسيا: في نفس اليوم قال وزير الخارجية الروسي إيغور إيفانوف ان «روسيا ترى انه لا يوجد دليل يبرر الحرب في العراق». ولكن في 28 كانون الثاني يناير، بدأ رأي روسيا يتغير بعد تقرير قدمه مفتشو الأمم المتحدة في اليوم السابق ذكر فيه أن العراق تعاون على المستوى العملي مع المراقبين، لكنه لم يظهر «قبولا حقيقيا» لضرورة نزع سلاحه. واشار الرئيس الروسى فلاديمير بوتين إلى انه سيؤيد الحرب بقيادة الولايات المتحدة إذا لم تتغير الامور وان العراق يواصل اظهار تردده في التعاون الكامل مع فرق التفتيش. بيد ان بوتين واصل التأكيد على ان الولايات المتحدة يجب الا تذهب وحدها في اى مسعى عسكرى من هذا النوع، وانما يتعين عليها العمل من خلال مجلس الأمن الدولى. كما اكد على الحاجة إلى اعطاء مفتشى الامم المتحدة مزيدا من الوقت. كما حصل وزير الخارجية الروسى ايجور ايفانوف على تصفيق غير عادى داخل القاعة بخطابه ضد الحرب.
- الصين: في 23 كانون الثاني يناير، قالت المتحدثة باسم وزارة الخارجية الصينية زهانغ تشي يوي ان بكين «قلقة وغير مرتاحة ازاء الحشد العسكري الواسع النطاق» في منطقة الخليج وان موقف الصين من الحرب المحتملة مع العراق «قريب جدا» من موقف فرنسا. تحدث المسؤولون الصينيون مرارا وتكرارا تأييدا للحل الدبلوماسي، بما في ذلك استمرار عمليات التفتيش على الأسلحة.
- ألمانيا: في 22 كانون الثاني يناير قال المستشار الألماني غيرهارد شرودر في اجتماع مع الرئيس الفرنسي جاك شيراك انه وشيراك سيبذلان كل ما في وسعهما لتجنب الحرب. في ذلك الوقت، كانت ألمانيا تترأس مجلس الأمن.
- أنغولا: أيدت أنغولا استمرار عمليات التفتيش، ولكنها لم تتخذ موقفا بشأن نزع السلاح عن طريق العمل العسكري.
- بلغاريا: اقترحت بلغاريا أنها ستدعم استخدام القوة العسكرية لنزع سلاح العراق، حتى بدون دعم الأمم المتحدة.
- الكاميرون: شجعت الكاميرون عمليات التفتيش المستمرة، لكنها لم تتخذ موقفًا حازمًا بشأن ما إذا كانت البلاد ستدعم ضربة بقيادة الولايات المتحدة لغزو العراق.
- تشيلي: اشارت تشيلي إلى انها ترغب في مواصلة عمليات التفتيش، لكنها لم تتخذ موقفا بشأن استخدام القوة العسكرية لنزع أسلحة العراق.
- غينيا: أيدت غينيا إجراء مزيد من عمليات التفتيش، بيد انها لم تتخذ موقفا بشأن استخدام القوة العسكرية لنزع سلاح العراق.
- المكسيك: أيدت المكسيك إجراء المزيد من عمليات التفتيش، والمحت إلى انها ستدعم الحملة العسكرية التي تقودها الولايات المتحدة إذا دعمتها الامم المتحدة. والمحت الدولة أيضا إلى انها قد تفكر في دعم حملة عسكرية بدون دعم الامم المتحدة أيضا. وانتقد الرئيس المكسيكي فيسينتي فوكس بشدة الحرب عندما بدأت ووصف دبلوماسيون مكسيكيون محادثاتهم مع المسؤولين الاميركيين بانها عدائية في النبرة وان واشنطن لا تبدي اهتماما كبيرا بالقيود التي تفرضها الحكومة المكسيكية التي عارض شعبها بشدة الحرب على العراق.
- باكستان: أيدت باكستان مواصلة عمليات التفتيش.
- سوريا: رأت سوريا أن العراق يتعاون ويفي بالتزاماته بموجب قرارات الأمم المتحدة. كانت سوريا تود أن ترى رفع عقوبات الأمم المتحدة المعوقة عن العراق.
- إسبانيا: أيدت إسبانيا موقف الولايات المتحدة من العراق وأيدت استخدام القوة لنزع سلاح العراق، حتى دون موافقة الأمم المتحدة.